# Szlovén labdarúgócsapatok listája
Ebben a listában Szlovénia összes labdarúgóklubja szerepel, osztály szerint rendezve.

## PrvaLiga
| Klub                  | Város       |
| --------------------- | ----------- |
| NK Aluminij           | Kidričevo   |
| NK CM Celje           | Celje       |
| NK Domžale            | Domžale     |
| ND Gorica             | Nova Gorica |
| FC Koper              | Koper       |
| NK Maribor            | Maribor     |
| ND Mura 05            | Muraszombat |
| NK Olimpija Ljubljana | Ljubljana   |
| NK Rudar Velenje      | Velenje     |
| ND Triglav Kranj      | Kranj       |

## Másodosztály
| Klub               | Város             |
| ------------------ | ----------------- |
| NK Bela Krajina    | Črnomelj          |
| NK Dob             | Dob               |
| ND Dravinja        | Slovenske Konjice |
| NK Krka            | Novo mesto        |
| NK Krško           | Krško             |
| NK Kalcer Radomlje | Radomlje          |
| NK Šampion Celje   | Celje             |
| NK Šenčur          | Šenčur            |
| NK Šmartno 1928    | Šmartno ob Paki   |
| NK Zavrč           | Zavrč             |

## Harmadosztály

### Kelet
| Klub               | Város              |
| ------------------ | ------------------ |
| ND Beltinci        | Belatinc           |
| NK Bistrica        | Slovenska Bistrica |
| NK Čarda           | Mártonhely         |
| NK Dravograd       | Dravograd          |
| NK Grad            | Felsőlendva        |
| NK Kovinar         | Štore              |
| Avto Rajh Ljutomer | Ljutomer           |
| NK Malečnik        | Malečnik           |
| NK Odranci         | Adorjánfalva       |
| Rakičan            | Battyánfalva       |
| Šmarje pri Jelšah  | Šmarje pri Jelšah  |
| NK Tromejnik       | Kuzma              |
| NK Veržej          | Veržej             |
| NK Zreče           | Zreče              |

### Nyugat
| Klub                | Város            |
| ------------------- | ---------------- |
| ND Adria            | Miren            |
| NK Ankaran Hrvatini | Ankaran          |
| ŠD Bilje            | Renče            |
| NK Brda             | Dobrovo          |
| Ilirska Bistrica    | Ilirska Bistrica |
| MNK Izola           | Izola            |
| NK Jadran Dekani    | Dekani           |
| NK Kamnik           | Kamnik           |
| NK Kranj            | Kranj            |
| NK Livar            | Ivančna Gorica   |
| NK Rudar Trbovlje   | Trbovlje         |
| MND Tabor Sežana    | Sežana           |
| NK Tolmin           | Tolmin           |
| NK Zagorje          | Zagorje          |

## Egyéb
- NK Nafta Lendava
- NK Drava Ptuj

## Regionalna Ljubljanska liga
- NK Brinje
- ND Črnuče
- Dolomiti
- NK Ihan
- NK Jevnica
- NK Jezero Medvode
- NK Kočevje
- ŠD NK Kolpa
- Komenda
- Cockta Kresnice
- Litija
- NK Svoboda Ljubljana
- ŠD Tabor 69 Vižmarje Brod
- Vrhnika

## PNL
- NK Apače
- NK Bistrica
- ŠD Bogojina
- NK Črenšovci
- NK Hodoš
- NK Hotiza
- NK Kema Puconci
- ŠD Kobilje
- ŠD NK Križevci
- ND Lendava 1903
- NK Šalovci
- NK Tišina
- NK Turnišče
- ŠD Velika Polana

## EPNL
- NK Cerknica
- NK Gažon
- NK Jadran Hrpelje Kozina
- ŠD Kobarid
- NK Korte
- NK Košana
- NK Plama Podgrad
- NK Postojna
- ND Renče
- ŠD Škou
- NK Veterani Koper
- NK Vipava
- NK Železničar Divača

Štajerska nogometna liga
- Kovinar Tezno
- Lenart
- Marles hiše
- DNŠ Mladi upi Šentjur
- Paloma
- Peca
- Pesnica
- Pohorje
- Radlje
- NK Šoštanj
- Slovenj Gradec
- NK Žalec

Ptuj Člani Superliga
- NK Boč Poljčane
- ŠD Bukovci
- NŠ Drava Ptuj
- ŠD Gerečja vas
- ŠD Hajdina
- KN Oplotnica
- ŠD Ormož
- NK Podvinci
- NK Središče ob Dravi
- NK Stojnci

Medobčinska članska liga Golgeter
- Krško B
- NK Laško Pivovar
- Mons Claudius Rogatec
- KNK Odred Kozje
- NK Radeče
- NK Rogaška Rogaška Slatina
- Vojnik

## MNZ liga (Ljubljana)
- NK Dragomer
- DD Dren
- ND Ilirija 1911
- Radomlje
- ND Slovan
- Svoboda Kisovec
- Termit Moravče
- ŠD Vir

## MNL Lendava
- NK Panonija Gaberje
- NK Žitkovci
- NK Olimpija Dolga vas
- NK Nafta Veterani
- NK Kapca
- NK Graničar
- Zvezda Dolina
- NK Veterani Turnišče
- ND Renkovci
- NK Petišovci
- ND Nedelica
- NK Mostje
- NK Dobrovnik
- NK Čentiba

## 1.članska liga (Maribor)
- SD Brunšvik
- NK Cerkvenjak
- NK Dobrovce
- NK Dogoše
- NK Duplek
- KNK Fužinar
- NK Kungota
- NK Miklavž
- Društvo NŠ Prevalje
- ŠD Slivnica
- ŠD Sv. Jurij Jurovski dol
- NK Železničar Maribor

## 2.članska liga
- NK Akumulator
- NK Hoče
- ŠD Inter Jakob Jakobski dol
- ŠD Loka Rošnja
- ŠD Marjeta
- NK Pobrežje
- ŠD Prepolje
- ŠD Radvanje
- NK Šentilj
- ŠD Starše

## MNZ liga (Murska Sobota)
- ŠNK Bakovci
- NK Bratonci
- NK Cankova
- NK ŠD Cven
- NK Dokležovje
- NK Gančani
- ŠD Ižakovci
- NK Lipa
- ŠD NK Pusča
- ŠNK Radgona
- ŠD Roma
- ŠD NK Rotunda
- NK Serdica
- Slatina

1.gorenjska liga
- NK Alpina Žiri
- NK Bitnje
- NK Bohinj
- NK Britof
- NK Jesenice
- ŠD Kondor Godešič
- NK Lesce
- ŠD NK Kranjska Gora
- NK Naklo
- NK Sava Kranj
- NK Velesovo
- ŠD Visoko
- NK Železniki

2. gorenjska liga
- NK Bled
- Društvo ljubiteljev nogometa
- NK Ločan Škofja Loka
- FC Podbrezje
- ŠD Polet Sveti Duh Virmaše
- ŠD Storžič Preddvor
- ŠD Trboje

## Megszűnt
- NK Primorje
- SC Bonifika
- NK Slavija Vevče
- NK Branik Maribor
- NK Olimpija Ljubljana (1911)